# Spitalul Județean Baia Mare
Spitalul Județean Baia Mare a fost construit între anii 1966 - 1971 și a fost inaugurat în ianuarie 1972. Este o construcție pe 12 nivele si are 8 lifturi. La inaugurare avea un număr de 1045 de paturi și 12 secții, acum având 1077 paturi și 29 de secții.

## Istoric
Inaugurarea Spitalului Județean de Urgență "Dr. Constantin Opriș" Baia Mare a avut loc la data de 11 ianuarie 1972, fiind unitatea cu cea mai modernă aparatură medicală, după București. Spitalul avea la dispoziție peste 1.000 de paturi, bolnavii fiind spitalizați pe cele 14 secții, în funcție de afecțiunile lor.
Construcția spitalului a fost realizată în perioada 1967-1972 de către Trustul de Construcții Industriale Oradea, Șantier Baia Mare (al cărui director inginer a fost Romulus Couti), după un proiect unic al arhitectului doctor Mihai Enescu. În primii ani de funcționalitate, noul edificiu spitalicesc a fost printre primele patru ca mărime din țară, alături de instituțiile similare din Constanța, Craiova și Galați.

## Secțiile spitalului
Etaj II
- ATI

Etaj III
- Ortopedie-Traumologie
- Urologie

Etaj IV
- Chirurgie generală

Etaj V
- Neonatologie

Etaj VI
- Obstetrică-Ginecologie
- Chirurgie Reparatorie

Etaj VII
- ORL
- Oftalmologie
- Oncologie

Etaj VIII
- Endocrinologie
- Hematologie
- Diabet
- Cardiologie

Etaj IX
- Interne I
- Chirurgie cardiovasculară
- Reumatologie

Etaj X
- Neurologie
- Neurochirurgie
- Chirurgie Pediatrică

Etaj XI
- Pediatrie